# Коноплицы
Коноплицы (бел. Канапліцы) — деревня в Озеранском сельсовете Рогачёвского района Гомельской области Беларуси.
Около деревни расположено месторождение суглинков.

## География

### Расположение
В 35 км на север от районного центра и железнодорожной станции Рогачёв (на линии Могилёв — Жлобин), 155 км от Гомеля.

### Гидрография
На реке Друть (приток реки Днепр).

## Транспортная сеть
Транспортные связи по просёлочной, затем автомобильной дороге Бобруйск — Гомель. Планировка состоит из прямолинейной меридиональной улицы (вдоль реки), застроенной двусторонне, неплотно деревянными усадьбами.

## История
Впервые упоминается в 1556 году как деревня в составе Тихиничского поместья, а в 1584 году — в связи с «набегами» крестьян деревни Озераны. После 1-го раздела Речи Посполитой (1772 год) в составе Российской империи. Хозяин поместья владел здесь в 1859 году 180 десятин земли. С 1880 года действовал хлебозапасный магазин. В 1881 году в Тихиничской волости Рогачёвского уезда Могилёвской губернии. Согласно переписи 1897 года действовали школа грамоты, хлебозапасный магазин, питейное заведение, в Кистенёвской волости Рогачёвского уезда Могилёвской губернии. В 1909 году 1023 десятины земли. В результате пожара 1 июня 1911 года сгорели 34 двора.
В 1921 году открыта школа, которая размещалась в наёмном крестьянском доме. В 1930 году организован колхоз. В 1940 году 9 жителей погибли в советско-финскую войну. Во время Великой Отечественной войны в феврале 1944 года оккупанты сожгли деревню и убили 3 жителей. 24 февраля 1944 года. освобождена солдатами 3-й армии 1-го Белорусского фронта. 16 жителей погибли на фронте. Согласно переписи 1959 года располагалось подсобное хозяйство районного объединения «Сельхозхимия», фельдшерско-акушерский пункт.

## Население

### Численность
- 2004 год — 21 хозяйство, 31 житель.

### Динамика
- 1881 год — 48 дворов, 339 жителей.
- 1897 год — 66 хозяйств, 456 жителей (согласно переписи).
- 1909 год — 74 двора, 528 жителей.
- 1925 год — 120 дворов.
- 1940 год — 110 дворов.
- 1959 год — 249 жителей (согласно переписи).
- 2004 год — 21 хозяйство, 31 житель.